# Geismar
Geismar é um município da Alemanha localizado no distrito de Eichsfeld, estado da Turíngia.  Pertence ao verwaltungsgemeinschaft de Ershausen/Geismar.

## Demografia
Evolução da população (em 31 de dezembro):
| - 1813 - 879 - 1994 - 1.334 - 1995 - 1.346 - 1996 - 1.313 - 1997 - 1.305 | - 1998 - 1.311 - 1999 - 1.322 - 2000 - 1.325 - 2001 - 1.318 | - 2002 - 1.317 - 2003 - 1.301 - 2004 - 1.301 |

Fonte: Thüringer Landesamt für Statistik / 1813: 700 Jahre Geismar (Festschrift) 